# Werkkanal Kranzberg
Der Werkkanal Kranzberg entsteht als Ableitung eines Wehres der Amper bei Appercha.
Der über 5 km lange Kanal verläuft links der Amper an den Orten Thurnsberg und Zinklmiltach vorbei. 
Der Amperzufluss aus dem Lauterbacher Graben wird über einen Düker in die Amper geleitet.
Der Zufluss Miltacher Bach mündet dagegen in den Werkkanal.
Kurz vor seiner Wiedervereinigung der der Amper speist er das Wasserkraftwerk Kranzberg. Der Werkkanal ist bereits vorher entstanden. Wenig flussaufwärts gibt es noch einen weiteren Werkkanal auf der rechten Amperseite, den Werkkanal Fahrenzhausen.

## Galerie

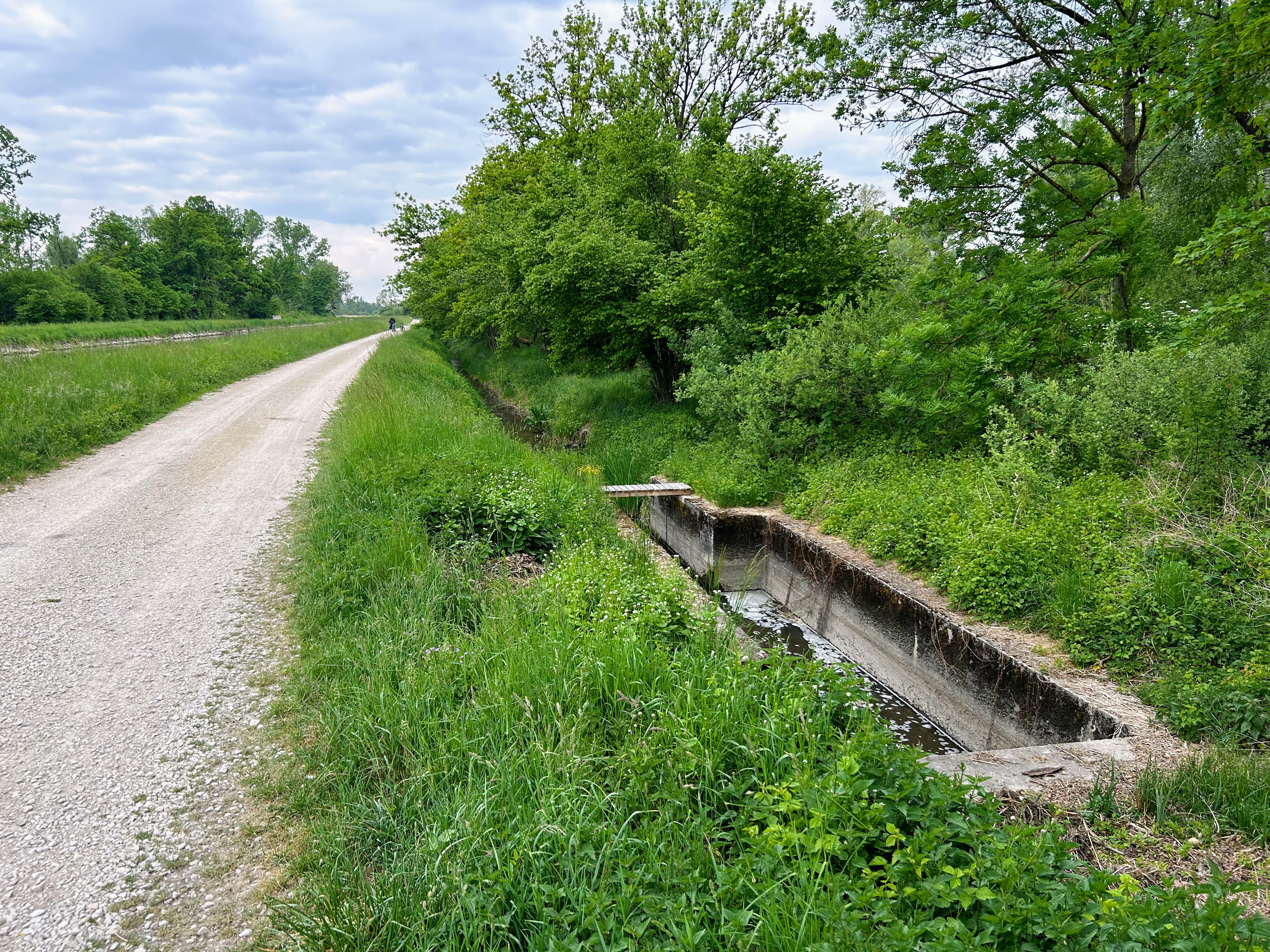
Düker des Lauterbacher Grabens, Werkkanal (links)